# Lokaltherapie
Unter Lokaltherapie oder topischer Therapie versteht man die Anwendung von medizinischen Wirkstoffen dort, wo sie therapeutisch wirken sollen, im Unterschied zur sogenannten systemischen Gabe von Arzneimitteln zum Beispiel als Infusion oder Tablette.
Während in einigen Fachgebieten der Medizin die Lokaltherapie keine Rolle spielt, weil die zu behandelnden Organe nicht direkt zugänglich sind, ist sie in anderen Fachgebieten die hauptsächliche Therapieform. Wesentlich sind hier die Dermatologie, die Augenheilkunde und die Hals-Nasen-Ohrenheilkunde, auch in der Frauenheilkunde wird sie angewendet.

## Lokaltherapie in der Dermatologie
Die größte Bedeutung hat die Lokaltherapie in der Dermatologie. Medikamente zur äußerlichen Anwendung werden in der Pharmazie mit pro uso externo (abgekürzt pro us. ext.) gekennzeichnet. Ein Großteil der dermatologisch bedeutsamen Medikamente kann direkt auf die befallenen Hautpartien aufgetragen werden. Dies hat mehrere Vorteile:
- Die Wirkstoffe wirken nur dort, wo sie benötigt werden, während die gesunde Haut geschont wird.
- Durch die lokale Auftragung können viele systemische Nebenwirkungen der Arzneimittel vermieden werden.
- Die Auswahl der richtigen Grundlage kann entscheidend zum Behandlungserfolg beitragen. Gleichzeitig kann man aber auch durch die Auswahl einer falschen Grundlage die Hautkrankheit verschlimmern.

Die in der Dermatologie wesentlichen Grundlagen werden im Phasendreieck der Lokaltherapie angeordnet.

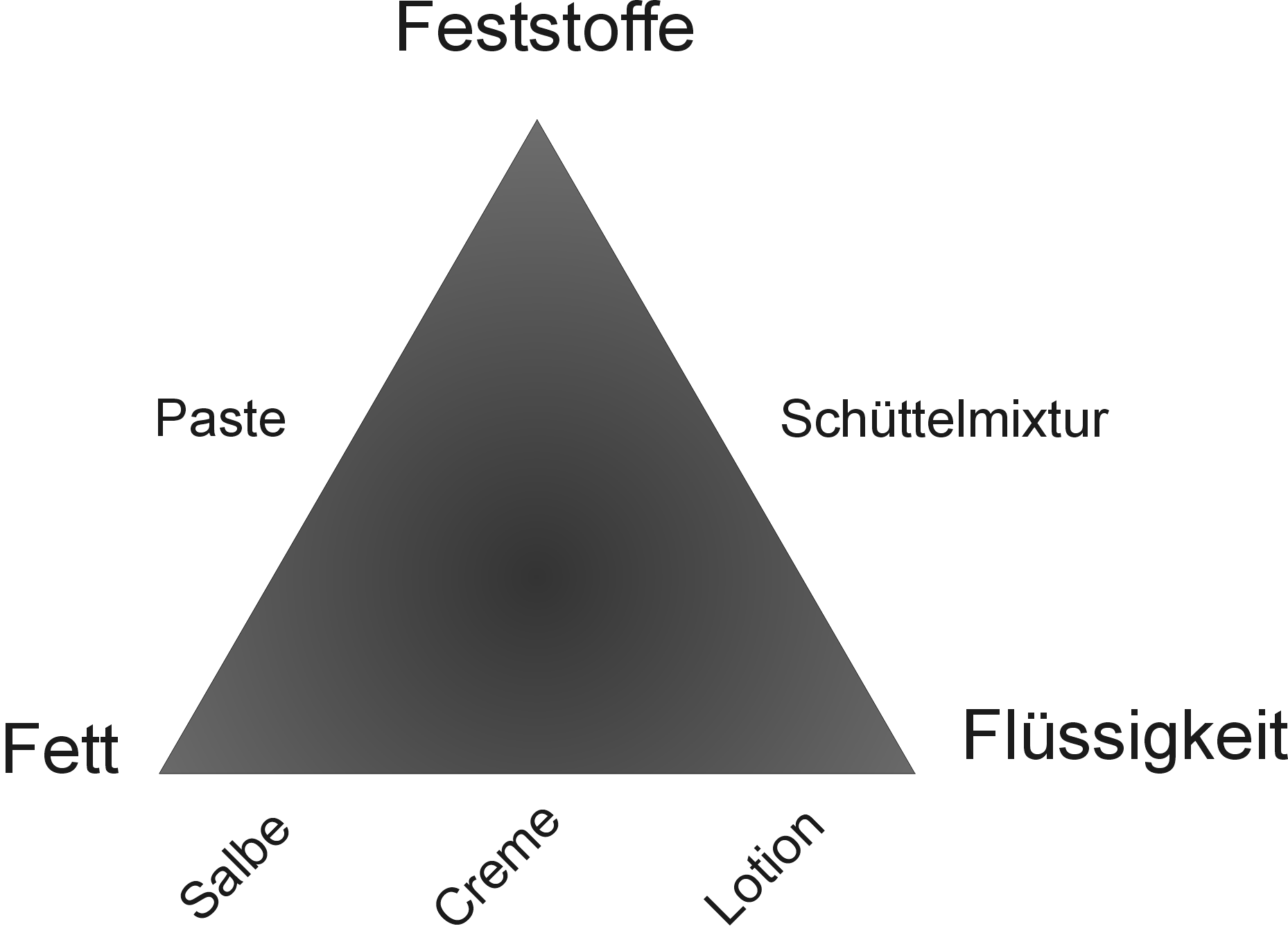
Das Phasendreieck der dermatologischen Lokaltherapie

- Fettsalben: Reine Fettsalben werden sehr wenig verwendet, da sie gerade bei höheren Temperaturen von den Patienten nicht toleriert werden. Fettsalben tragen zwar dazu bei, dass trockene Haut an Feuchtigkeit gewinnt. Sie verschließen aber auch die Poren der Haut und sorgen so für einen Hitzestau, so dass sie bei akuten Entzündungen eher die Situation verschlimmern können. Sie ziehen wenig in die Haut ein, so dass die Patienten sehr oft das Gefühl haben, gerade erst eingecremt worden zu sein.
- Salben: Salben sind Gemische aus einem hohen Anteil Fett, dem nur wenig an flüssiger Grundlage beigefügt ist. Auch Salben werden wie reines Fett hauptsächlich auf trockene Hautpartien aufgetragen, ziehen etwas besser ein, können aber auch noch okkludierend werden. Bei akut nässenden Dermatosen sind sie, ohne weitere Anwendung von feuchten Umschlägen („Fett-Feucht-Prinzip“), kontraindiziert. In Verbindung mit den feuchten Umschlägen können sie dann aber zum Einsatz kommen und haben gegenüber den Cremes den Vorteil, dass sie fast keine Emulgatoren enthalten, die z. B. allergisierend sind.
- Cremes: Cremes sind Gemische aus etwa gleichen Anteilen Fett und Flüssigkeit. Damit sich die beiden Bestandteile nicht wieder trennen, müssen ihnen daher Emulgatoren beigemengt werden. Cremes sind für viele Patienten angenehmer als Salben, da sie schneller einziehen. Bei sehr hoher Hauttrockenheit können sie aber aufgrund des hohen Wassergehalts die Hauttrockenheit noch verschlechtern. Zudem muss man hier beachten, dass durch die Emulgatoren viele Kontaktallergien induziert werden können.
- Lotion / Milch: Lotionen sind wie Cremes Gemische aus Fett und Flüssigkeit, wobei der Flüssigkeitsanteil noch höher ist. Dadurch wirken sie z. B. kühlend, können aber die Haut austrocknen. Man setzt sie z. B. bei akut-entzündlichen Dermatosen ein, wo man diese Effekte ausnutzen möchte, z. B. beim Sonnenbrand.
- Flüssigkeit: Die in der Dermatologie eingesetzten Flüssigkeiten (Tinkturen) sind entweder auf wässriger, auf alkoholischer oder auf aromatischer Grundlage. Auf wässriger Grundlage verwendet man sie am ehesten zum Kühlen bei akut entzündlichen Dermatosen (z. B. zur Bereitung von Umschlägen oder in Kombination mit Salben nach dem „Fett-Feucht-Prinzip“). Auf alkoholischer oder aromatischer Grundlage hergestellte Lösungen sind z. B. im Unterschied zu wässrigen Lösungen antiseptisch, trocknen aber aufgrund der Verdunstung die Haut sehr rasch aus. Doch auch bei Wasser-Anwendung sollte man die austrocknenden Effekte nicht vergessen.
- Schüttelmixtur: Eine Suspension eines Feststoffes in einer flüssigen Lösung nennt man Schüttelmixtur (Lotio). Hier werden keine Emulgatoren zugesetzt, der Feststoff muss bei jeder Anwendung durch Schütteln neu mit der Flüssigkeit vermischt werden. Anwendungsgebiet sind z. B. stark nässende Hautkrankheiten, auch mit Bläschenbildung. Die Kombination aus Flüssigkeit und Feststoff sorgt hier für einen maximal austrocknenden und kühlenden Effekt. Der Feststoff verbleibt dann aber auf der Haut und stellt sich als meist weißliche Kruste dar.
- Feststoffe: Die Anwendung von Feststoffen in Puderform ist heute eher zu vernachlässigen. Puder können zur Absorption von Flüssigkeiten beitragen. Allerdings ist die Auftragung schwierig, da sie oft ungleichmäßig ist und die Feststoffe allein nicht gut an der Haut haften.
- Pasten: Ein Gemisch aus Feststoff und Fetten nennt man Paste. Pasten trägt man dort auf, wo man z. B. einen besonderen Hautschutz erreichen will, z. B. in den Hautfalten in der Leiste, unter der Brust oder zwischen den Gesäßhälften. Der Fettanteil zieht in die Haut ein, während der Feststoffanteil sich auf die Haut legt und so verhindert, dass Hautfalten aneinander reiben und so die Entzündung verschlimmern. Wie auch bei der Schüttelmixtur hinterlässt die Anwendung von Pasten meist weißliche Krusten. Daher sollte man sie z. B. eher nicht im Gesicht anwenden.
- Kühlpasten: Eine Mischung aus einer Paste und einer Flüssigkeit nennt man Kühlpaste. Sie kombiniert die Eigenschaften einer Paste mit der kühlenden Wirkung einer Flüssigkeit.

Neben der Auswahl der richtigen Grundlage kann man durch Verbände etc. noch weitere Effekte erreichen.
Okklusion (luftdichter Verschluss): Will man die Effekte eines Wirkstoffes verstärken, kann man durch Okklusion des behandelten Gebietes eine zusätzliche Wirkung herbeiführen. Besonders gut zur Okklusion eignen sich die Hände, Füße und die Kopfhaut („Kopfkappe“). Hauptanwendungsgebiet für Okklusionsverbände sind eher trockene, schuppende oder mit starker Hornschicht versehene Dermatosen. Okklusive Anwendung von harnstoff- oder salicylsäurehaltigen Salben an den Händen oder Füßen kann verdickte Hornschichten bei Hand- und Fußekzemen lösen. Oft kann man erst so erreichen, dass ein Wirkstoff die sonst eher abweisende Hornschicht durchdringen kann und seine Wirkung ausüben kann.
Fett-feuchtes Wirkprinzip: Wie bereits oben erwähnt versteht man hierunter die gleichzeitige Anwendung von Salben und wässrigen Lösungen. Diese Form der Lokaltherapie eignet sich sehr gut beispielsweise bei atopischer Dermatitis. Durch die Anwendung von Salbe erreicht man die notwendige Rückfettung der Haut. Gleichzeitig angelegte Feuchtverbände (z. B. Schlauchverbände an den Extremitäten) kühlen dabei die Haut und wirken juckreizstillend.
Außer der Grundlage und dem Wirkstoff befinden sich in vielen Medikamenten der Lokaltherapie noch Zusatzstoffe, wie Konservierungsmittel und Geruchs- sowie Farbstoffe. Allerdings sind es oftmals diese Zusatzstoffe, die bei Patienten Allergien auslösen. Aus diesem Grund werden Salben, Cremes etc. in Krankenhausapotheken auch oft direkt – ohne Zusatzstoffe, dafür dann weniger lang haltbar – hergestellt.

## Lokaltherapie in anderen medizinischen Fachgebieten
In der Augenheilkunde greift man auf Augentropfen oder Augensalben zurück. Dies ist eine Möglichkeit, hohe Wirkstoffkonzentrationen gezielt im vorderen Augenabschnitt zu erreichen. Die Wahl der Grundlage (Salbe oder Tropfen) ist hier bei weitem nicht so wesentlich wie in der Dermatologie.
Auch in der Hals-Nasen-Ohren-Heilkunde sind Mittel zur Lokaltherapie an Ohren, Nase sowie für die Mundhöhle in Tropfen- oder Sprayform verfügbar.
Erkrankungen der äußeren Geschlechtsorgane werden auch von Urologen und Gynäkologen teilweise mit Lokaltherapeutika behandelt (z. B. Vaginalzäpfchen). Aber auch hier, wie auch in der Mundhöhle, werden viele Krankheiten ebenfalls von Dermatologen behandelt.